# Pub rock
Pub rock - gatunek rocka, popularny w Australii w latach 70. i 80. XX wieku oraz w Wielkiej Brytanii w drugiej połowie lat 70. Jego wpływ można nadal usłyszeć w muzyce wielu współczesnych zespołów. Nazwa pochodzi od miejsca jego powstania – pubów.
Pub rock charakteryzują proste melodie, podkreślane wyraźną i głośną linią rytmiczną perkusji i gitary basowej.  Wiązało się to z faktem, że większość pubów nie oferowała dobrych warunków akustycznych, w muzyce nie było więc miejsca na rozbudowane, skomplikowane melodie czy efektowne solówki instrumentalne.  Wiele z najpopularniejszych zespołów australijskich ma pub rockowe korzenie.  Pod koniec lat 80. i na początku lat 90. grany na żywo pub rock zaczął powoli tracić popularność na rzecz muzyki prezentowanej przez DJ-ów.
Najbardziej znani i popularni wykonawcy pub rocka (lub tacy, którzy grali w tym stylu przynajmniej przez część swojej kariery) to: 
- Australia: Cold Chisel, Hunters and Collectors, INXS, Jo Jo Zep and The Falcons(inne języki), Rose Tattoo, The Angels(inne języki), Hoodoo Gurus(inne języki), AC/DC, Jet, Midnight Oil, Powderfinger, The Screaming Jest
- Wielka Brytania: Elvis Costello, Dire Straits, Eddie And The Hot Rods(inne języki), Dr. Feelgood, Brinsley Schwarz(inne języki)